# 广州华侨医院

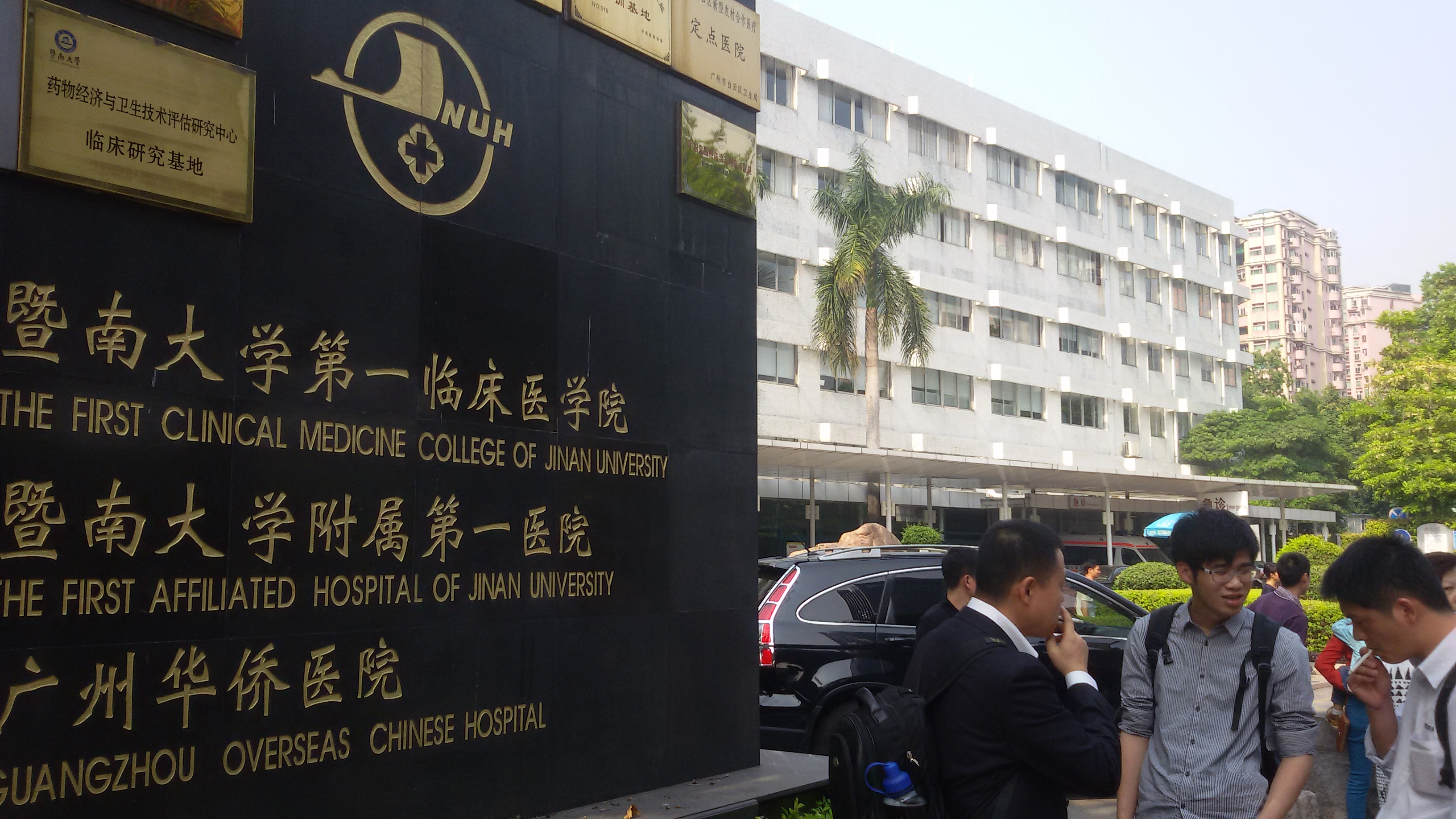
暨南大学附属第一医院（广州华侨医院）石牌院区南门

广州华侨医院作为暨南大学医学院附属教学医院，于1978年隨暨南大学复办提議成立，並于1981年10月正式开院，以便海外华侨及港澳台同胞回国就医。于2001年，廣州華僑醫院增名暨南大学附属第一医院，2004年再增名暨南大学第一临床医学院。2005年醫院接管广州氮肥厂职工医院，并更名为暨南大学附属第一医院东圃分院（2018年1月1日更名为“暨南大学附属第一医院东圃院区”）。廣州華僑醫院提供医疗、教学、科研、预防、保健和康复等醫療服務，是一所综合性国家三级甲等医院。

## 石牌院区4号楼（住院楼）
暨南大学附属第一医院石牌院区4号楼（住院楼），原名“教学大楼”、“新住院大楼”，高78.9米19层，于2009年2月28日开工，2011年12月27日落成，2012年12月9日全面开业。

## 教學信息[4]

### 教职工
- 博士硕士学位：281人
- 归国留学人员：160余人
- 高级技术职称：216人
- 国务院特殊津贴专家：2人

### 學科
- 临床教研室：22
- 博士后科研流动站：临床医学
- 博士专业学位：临床医学（一级学科）
- 碩士學位授予點:

1. 一级学科：2（临床医学、護理學[11]）
2. 二级学科：18

## 醫療信息

### 科室
| 心血管内科               | 消化内科          | 肾内科       | 呼吸内科         | 内分泌代谢科     | 血液内科     |
| 风湿内科                 | 神经内科          | 感染科       | 综合科           | 预防医学保健科   | 老年医学中心 |
| 普通外科（微创外科中心） | 胃肠外科          | 肝胆外科     | 乳腺外科         | 泌尿外科         | 碎石中心     |
| 心胸外科                 | 骨科              | 器官移植中心 | 整形美容激光中心 | 介入与血管科     | 神经外科     |
| 麻醉科                   | 重症医学科（ICU） | 急诊科       | 妇科             | 产科             | 儿科         |
| 新生儿科                 | 眼科              | 耳鼻喉科     | 口腔医疗中心     | 皮肤性病科       | 肿瘤科       |
| 精神心理科               | 中医科            | 针灸科       | 新医针挑科       | 康复科           | 疼痛科       |
| 特诊中心                 | 医学影像中心      | 超声科       | 核医学科         | 临床医学检验中心 | 药学部       |
| 输血科                   | 延续护理服务部    | 校门诊部     | 东圃分院         | 体检中心         |              |

## 稱號[4]
- 爱婴医院
- 国际SOS合作医院
- 广州市社会保险定点医疗机构信用等级AAA医院
- 广东省工伤保险定点医院
- 广东省新型农村合作医疗定点医院
- 衛生部內窺鏡診療技術培訓基地